# Голям Кавказ
Вижте пояснителната страница за други значения на Кавказ.
Голям Кавказ (на руски: Большой Кавказ; на азербайджански: Böyük Qafqaz; на грузински: დიდი კავკასიონი) е главната планинска верига на Кавказ.
Простира от запад-северозапад на изток-югоизток на протежение над 1100 km от Таманския полуостров на Черно море при град Анапа (Краснодарски край, Русия) до Апшерониския полуостров на Каспийско море при град Сумгаит (Азербайджан). Ширината му достига до 180 km. По оста на планинската верига се издигат Главния (Водоразделен) хребет и северно, успоредно на него Страничен хребет, където се намират и най-високите върхове на планината. Тези два основни хребета се съпровождат с множество по ниски паралелни и напречни хребети.
За геоложкия строеж, релефа, климата, водите, флората, фауната и ландшафтните зони виж статията за планината Кавказ.
Голям Кавказ се дели на 3 части:
- Западен Кавказ – от Черно море до връх Елбрус (5642 м)
- Централен Кавказ – от връх Елбрус до връх Казбек
- Източен Кавказ – от връх Казбек до Каспийско море

## Граница между Европа и Азия
Билото на Голям Кавказ неофициално е прието за граница между Европа и Азия. Европейската част, северно от вододела се нарича Северен Кавказ, а азиатската част – Закавказие. Границата на Русия с Грузия и Азербайджан минава по протежението на Голям Кавказ.
Вододелът на Голям Кавказ е бил южната граница на Руската империя до 1801 г. След Руско-иранската война (1804 – 1813) и Гюлистанския мирен договор границата на Русия се премества дълбоко в Закавказието. Сегашната граница между Русия и Грузия все още следи точно вододела (с изключение на малка тясна част от територията на северна Мцхети-Мтианети и северозападна Кахетия), докато Азербайджан има райони северно от вододела (Шабрански, Хамчазки, Кусарски, Сиазански и Кубински).

## Върхове
- Елбрус, 5642 m, 43°21′18″ с. ш. 42°26′21″ и. д. / 43.355° с. ш. 42.439167° и. д. (най-високата точка в(на Европа)
- Дихтау, 5203 m, 43°03′ с. ш. 43°08′ и. д. / 43.05° с. ш. 43.133333° и. д.
- Шхара, 5201 m, 43° с. ш. 43° и. д. / 43.01° с. ш. 43.17° и. д.
- Коштантау, 5151 m, 43° с. ш. 43° и. д. / 43.05° с. ш. 43.2167° и. д.
- Джангитау, 5051 m, 43° с. ш. 43° и. д. / 43.01889° с. ш. 43.05671° и. д.
- Казбек, 5033 m, 42°41′51″ с. ш. 44°31′08″ и. д. / 42.6975° с. ш. 44.518889° и. д.
- Пушкин, 5033 m, 43° с. ш. 43° и. д. / 43.01422° с. ш. 43.07001° и. д.
- Катинтау, 4979 m, 43° с. ш. 43° и. д. / 43.03069° с. ш. 43.03555° и. д.
- Шота Руставели, 4859 m, 43° с. ш. 43° и. д. / 43.02592° с. ш. 43.04349° и. д.
- Тетнулди, 4858 m, 43° с. ш. 42° и. д. / 43.03113° с. ш. 42.99319° и. д.
- Ушба, 4710 m, 43° с. ш. 42° и. д. / 43.12486° с. ш. 42.65901° и. д.
- Айлама, 4525 m, 42°57′29″ с. ш. 43°10′43″ и. д. / 42.958056° с. ш. 43.178611° и. д.
- Тебулосмта, 4493 m, 42° с. ш. 45° и. д. / 42.64° с. ш. 45.32° и. д.
- Базардузу, 4466 m, 41° с. ш. 47° и. д. / 41.27° с. ш. 47.79° и. д.
- Диклосмта, 4285 m, 42° с. ш. 45° и. д. / 42.55° с. ш. 45.8° и. д.
- Бабадаг, 3629 m, 41° с. ш. 48° и. д. / 41.05° с. ш. 48.29° и. д.